# Super Nintendo Entertainment System
Super Nintendo Entertainment System（スーパー・ニンテンドー・エンターテインメント・システム、略称：SNES）は、任天堂より日本国外（北米のアメリカ合衆国・カナダ・メキシコ、ヨーロッパのEU諸国、オセアニアのオーストラリア・ニュージーランド、アジアの韓国・香港、南米のブラジル）において発売された家庭用ゲーム機。

## 概要
“Nintendo Entertainment System”（略称：NES。ファミリーコンピュータの北米・ヨーロッパ・オーストラリア・アジア版）の後継機にあたる。コンソールに“Super Nintendo”の部分が大きく表記されていたため、現地では「スーパーニンテンドー」の愛称で親しまれた。“SNES”もしくは“Super NES”と略されることが多い。
1990年11月21日に日本で先行して発売されたスーパーファミコン（SUPER Famicom）をベースに各国への対応を施している。北米版とブラジル版はエリアプロテクトの関係でさらに筐体の変更を施している。 
韓国向けは現代電子産業（現・SKハイニックス）が任天堂からOEM供給を受け、任天堂が定めた"Super Nintendo Entertainment System KOREAN VERSION"の名称と現代電子産業が定めたヒョンデ・スーパーコンボイ（현대 슈퍼 컴보이/Super COMBOY）という名称を併記して販売した。“Super Nintendo Entertainment System”ロゴの上に韓国語で“현대 슈퍼 컴보이”（ヒョンデ・スーパーコンボイ）とロゴが記されている。
本項目では日本向けと同じ商品名のスーパーファミコン（漢字表記は超級任天堂（超級任天堂/Super Famicom））としてアジアの台湾（中華民国）及び香港（イギリス領→1997年7月1日より中華人民共和国香港特別行政区）で発売された台湾・香港向け仕様スーパーファミコンについても述べる。ロゴ表記や本体仕様は日本向けのスーパーファミコンと同一である。なお、香港ではヨーロッパ版SNES(PAL出力)と超級任天堂(NTSC出力)の双方が販売された。
メーカー型番は北米向けがSNS、EU・オセアニア・香港(PAL)向けがSNSP、ブラジル向けがSNSM、韓国向けがSNSN（任天堂）／HGM（現代電子産業・コンボイ（NES）の続番）、台湾向けがSHVC-ROC、香港(NTSC)向けがSHVC-HKG。

## 歴史
競合機種は本機（以下SNES。日本市場に限った動向について述べる場合を除き、ベースとなったスーパーファミコンもSNESと表記する。）と同じくいわゆる第4世代機に属するセガのメガドライブ(SEGA MEGA DRIVE）／北米名はジェネシス（SEGA GENESIS）、NECホームエレクトロニクスのPCエンジン（PC Engine）／北米名はTurboGrafx-16が挙げられる。日本市場でのスーパーファミコンはファミリーコンピュータ（ファミコン）からの引き継ぎに成功し、1996年から1997年頃のいわゆる第5世代機に属する後継機NINTENDO 64の登場、もしくは北米市場・欧州市場では1995年に発売されたその競合機PlayStationの普及までは圧倒的に優位であったが、海外市場では16ビット機として先行し、すでに「Sonic the Hedgehog」（ソニック・ザ・ヘッジホッグ）などのソフトが成功を収めていたメガドライブ（ジェネシス）が強力なライバルとして立ちふさがった。
海外市場のうち北米市場では、いわゆる第3世代機時代では日本同様NESが圧倒的なシェアを握っていた状況と一転し、特にメガドライブ（ジェネシス）とは1990年代前半のコンシュマーゲーム機市場において人気を二分する猛烈な競争を繰り広げた。一方で欧州市場ではいわゆる第3世代機時代でNESがセガのマスターシステム（SEGA MASTER SYSTEM）に水をあけられていた状況を踏まえて、1990年に任天堂が欧州支店を開設して販売網を強化し、NESよりシェア拡大を果たした。しかしながら北米市場、欧州市場共にSNESとメガドライブ（ジェネシス）が互角の戦いを繰り広げたものの、総出荷台数ではやや劣る結果であった。さらに南米市場では特にブラジルにおいて電気製品の輸入は高額な輸入税を課せられることもあって、いわゆる第3世代機時代でのマスターシステムから引き続き、現地生産化で価格低減に成功していたメガドライブに大差を付けられていた。任天堂もセガに倣って、基本的に海外向けであっても日本や中華人民共和国（中国）から輸出していたSNESも、ブラジル向けのみマナウスにあるPlaytronic Industrial社の工場で現地生産を行った。メガドライブ#歴史も参照。
ファミリーコンピュータやスーパーファミコン発売当時の日本市場では任天堂ゲーム機の本体と専用ソフトは完全に別売りとしていたが、北米市場や欧州市場では前世代機のNESの発売当初から、セガやNES発売当初は強力なライバルだったアタリ（アタリコープ）、コモドールなどに対抗するため、本体とソフトのセット販売が行われていた。SNESでは、「ソニック・ザ・ヘッジホッグ」をメガドライブ（ジェネシス）本体に同梱したセット販売で成功していたセガに対抗するためにセット販売の強化が行われ、「Super NES SUPER SET」と称して「Super Mario World」（スーパーマリオワールド）や「Super Mario All-Stars」（スーパーマリオコレクション）、「The Legend of Zelda: A Link to the Past」（ゼルダの伝説 神々のトライフォース）、「Street Fighter II」（ストリートファイターII）等のソフトを本体に同梱してお値打ち感を出す戦略が積極的に行われた。さらに「Super NES MARIO SET」として「Super Mario All-stars + Super Mario World」（スーパーマリオコレクションとスーパーマリオワールドの2in1ソフト）を本体に同梱するものや、「Super NES Super GAMEBOY SET」として「Super Mario All-Stars」のソフトに加えて「スーパーゲームボーイ」（ゲームボーイソフトをスーパーファミコン本体で疑似カラーで遊べるようにするアダプタ）を本体に同梱するものもあった。
しかしながらセガも「Sonic the Hedgehog 2」（ソニック・ザ・ヘッジホッグ2）の大ヒットや、マイケル・ジャクソンやアイルトン・セナやジョー・モンタナなどの著名人とのコラボレーションが実を結び、最重要市場とされる北米では「Genesis does what Nintendon't!」と題した挑発的なスローガンを立ち上げたり、ジェネシスの方がSNESよりCPU性能が優れていることを活かした比較広告を流すなど、セガ側のプロモーション戦略の成功でメガドライブ（ジェネシス）は北米市場・欧州市場・南米市場ともすでに国民機の座にのし上がっていて、後発のSNESが牙城を切り崩すことは困難であった。実際に両機のCPU性能差や解像度の違いにより、海外市場で主流のゲームジャンルであるアクションゲーム、スポーツゲーム、レースゲーム、シューティングゲームにおいてマルチプラットフォーム（他機種との並行）展開やアーケードゲームやパソコンゲームからの移植では不利とされた。流血などのグロ表現を前面に出して欧米のアーケードで人気を博した格闘ゲーム「Mortal Kombat」（モータルコンバット）の両機種への移植を巡って、当時のセガと任天堂の表現規制の違いもメガドライブ（ジェネシス）版のセールスを優位にする一因となった。
SNESはグラフィック性能（同時発色数・回転拡大縮小機能など）や音質ではメガドライブ（ジェネシス）より優れていたが、SNESの性能を引き出したソフトは「FINAL FANTASY IV、V、VI」（ファイナルファンタジーIV、V、VI）、「Chrono Trigger」（クロノ・トリガー）、「Super Mario RPG: Legend of the Seven Stars」（スーパーマリオRPG）など（いわゆる第4世代機では）SNESのみで独占発売されたロールプレイングゲームに集中しており、海外市場は日本市場ほどロールプレイングゲームが売れなかったことや、既にマルチプラットフォーム展開が主流であったことからさほどアピールポイントにはならなかった。1993年にはセガはメガドライブ（ジェネシス）の周辺機器であるメガCD（メガドライブ用のCD-ROMユニット、北米名はSEGA CD）を発売するが、同時期の任天堂は当初はソニーと共同開発し、任天堂とソニーとでライセンスの取り扱いを巡っての齟齬により、途中で共同開発相手をフィリップスに切り替えて発売を計画していたSNES用CD-ROMアダプタの発売を断念した。
そこで任天堂は海外市場で伸び悩むSNESにおいて、発売を断念したCD-ROMドライブに代わる新たなテコ入れ策として、1993年にイギリスのゲーム開発会社レアの筆頭株主となり、いわゆる「セカンドパーティー」に組み入れ、1994年には3DCGプリレンダリングを多用したアクションゲームである「Donkey Kong Country」（スーパードンキーコング）を発売。メガCD（SEGA CD）や同時期に発売されたスーパー32X（以下32X）を意識し、特別な周辺機器を使用しなくてもSNES本体と「Donkey Kong Country」（スーパードンキーコング）のカセットだけで遊べることを強調。この戦略が大成功し、1994年の年末商戦以降はそれまでメガドライブ（ジェネシス）が強かった北米市場や欧州市場においてもSNESが優位となる流れを作り、1995年と1996年にも続編「Donkey Kong Country 2」（スーパードンキーコング2）、「Donkey Kong Country 3」（スーパードンキーコング3）が発売され、こちらも大人気を博した。
一方でセガの日本本社は北米市場を含む全世界で販売不振だった32Xに対しては早々に見切りをつけ、1994年に日本市場で発売された、いわゆる第5世代機に当たるセガサターン（SEGA SATURN）のみに経営資源を集中して北米市場や欧州市場でも1995年中に移行させる強硬手段を採り、北米市場では同年9月の発売予定を大幅に前倒して5月に投入した。しかしながら1995年10月に32Xはもちろん、販売好調だったメガドライブ（ジェネシス）本体まで生産終了を発表したため、ユーザーや小売店のみならず32Xを推進していたセガの米国法人まで大混乱に陥った。さらにセガサターンでは取り扱い店舗を絞ったため、その店舗から外れた北米の一部大手小売店ではジェネシスやゲームギアを含むセガ製品全てを排除する店舗も現れ、1995年から1998年の海外市場でのSNESの生産終了にかけてはメガドライブ（ジェネシス）は南米市場を除いてSNESに対して劣勢となっていった。
1997年以降、ゲーム機市場がPlayStationやNINTENDO64などいわゆる第5世代機に完全に移行した後も、日本市場ではサテラビューの衛星データ放送サービスやニンテンドウパワーの書き換えサービスによって2000年までスーパーファミコン向けの新作ソフトがリリースされたが、海外市場では同等のサービスが行われず、北米市場では1998年を最後にSNES向けの新作ソフトの発売が終わった。しかし、2014年に16年ぶりの新作となる「Nightmare Busters」が任天堂のライセンス許諾を得ない非正規ソフトの形態で発売された。「Nightmare Busters」はもともと1994年に開発されていた作品で、開発中止により幻のゲームとなっていた。

## ハードウェア

### 北米版（SNS-001）

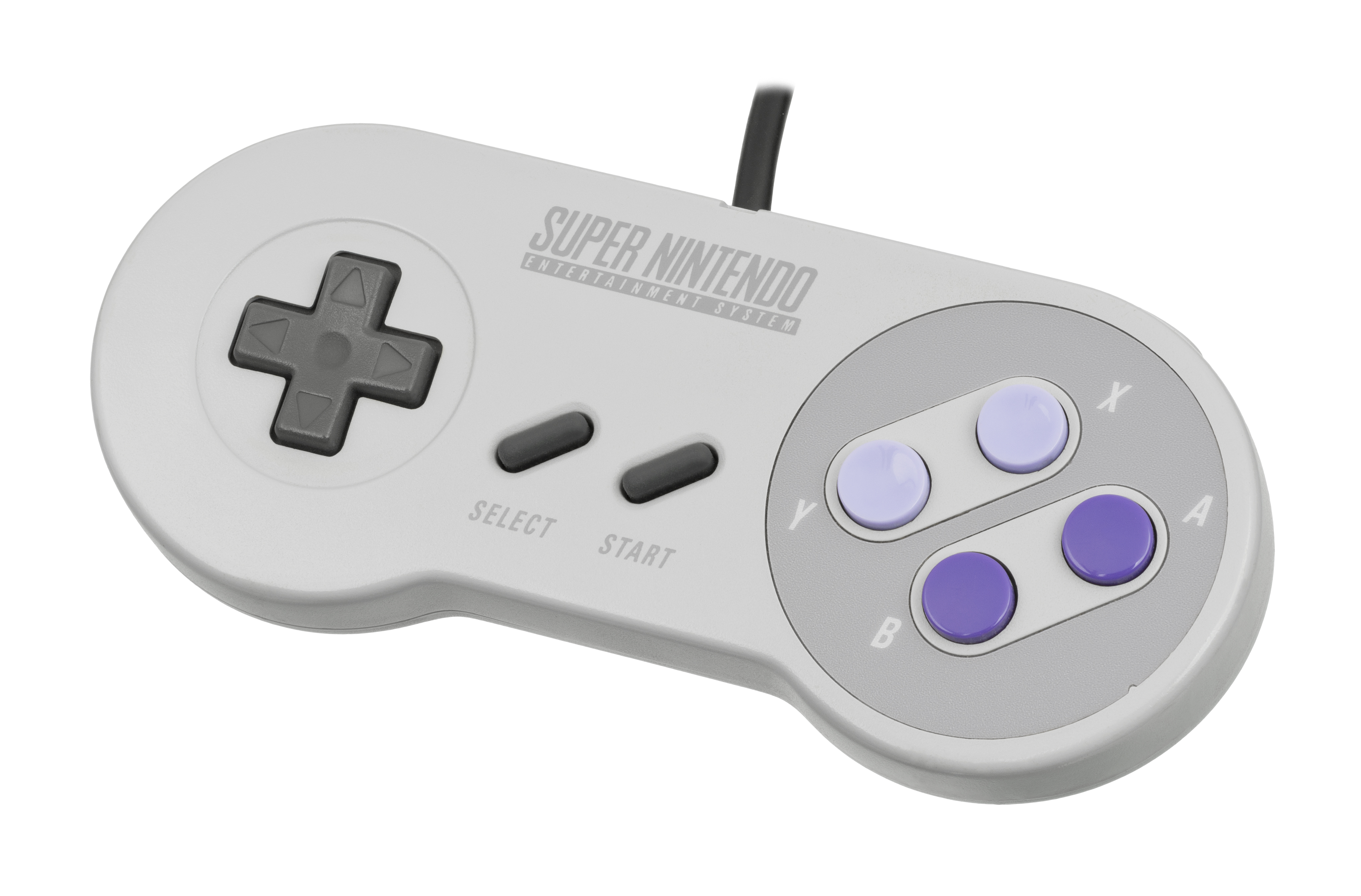
北米版/ブラジル版コントローラ

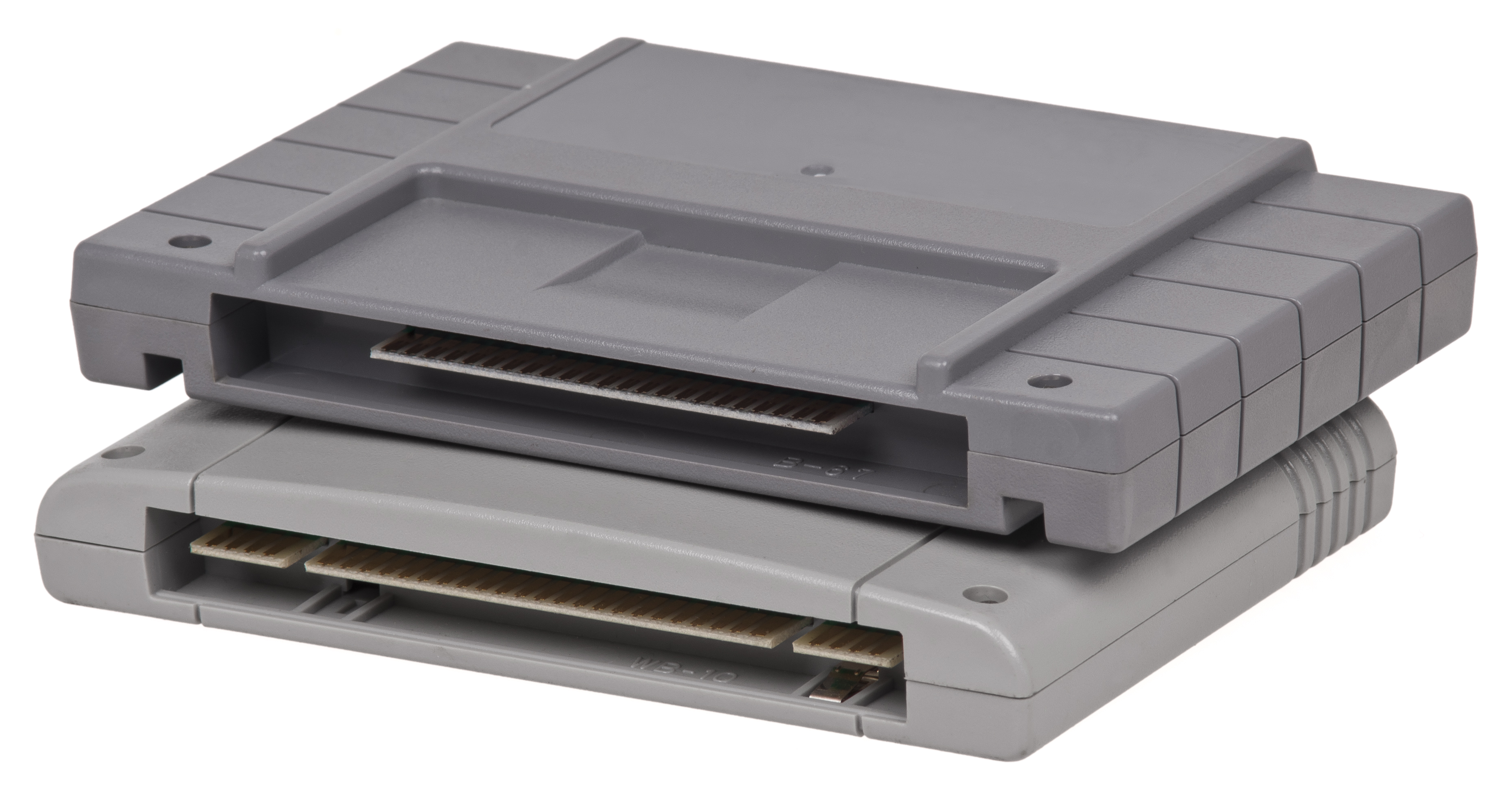
北米・ブラジル版（上）と日本・PAL・台湾・韓国版（下）のカセットの違い

- アメリカ合衆国、カナダ、メキシコ向けの北米版は初代機のSNS-001が1991年8月23日に発売された。前述のエリアプロテクトの関係から本体およびカセットの外形デザインが角ばった形状に、配色が青紫基調に、フォントが斜体となっている。ロゴマークも独自のものを用いる。取扱説明書や注意表記は英語である。
- 日本版スーパーファミコン（韓国版のスーパーコンボイ、台湾・香港版の超級任天堂も含む。以下"スーパーファミコン等"）、ヨーロッパ版SNESとは1人用と2人用のコントローラ端子の間隔が異なる。スーパーファミコン等、ヨーロッパ版SNES用に設計された一部サードパーティ製のワイヤレスコントローラなど両方の端子へのコネクタが一体型となっている周辺機器は使用できない。
- カセットの物理的な外形が異なるので、スーパーファミコン等やヨーロッパ版SNESとのカセット間の互換性はない。ただし、非ライセンス品の変換アダプタの使用や本体もしくはカートリッジの加工で、仕向地の異なるカセットを使うことは可能である。これは他地域版SNESやスーパーファミコン等も同様である。
- 電源周り、RF出力周りも日本版スーパーファミコンと異なる。ACアダプターのDC側プラグおよび本体側DCジャックのジャックの形状が異なるので、日本版スーパーファミコンのACアダプターは使用することができない。映像出力はスーパーファミコン等と同じくNTSC出力である。

### ブラジル版
- ブラジル向けのSNES（SNSM-001）はPlaytronicが任天堂からのライセンスを得て生産し、1992年に発売された。北米版（SNS-001）と同じく本体およびカセットの外形デザインが角ばった形状に、配色が青紫基調に、フォントが斜体であるが、映像出力はPAL-M(NTSCと同じく走査線525本で毎秒60フィールドであるものの、カラー方式はPAL)出力、取扱説明書や注意表記はポルトガル語である。ロゴマークも北米版と同じものを用いる。
- ACアダプターが付属し、AC入力の電圧を120Vと220Vにスイッチで切り替えることができる。
- カセットの物理的な外形が異なるので、スーパーファミコン等やヨーロッパ版SNESとのカセット間の互換性はない。

### PAL版
- アナログテレビ放送のカラー方式にPAL方式を採用するヨーロッパ（EU諸国）、オセアニア（オーストラリア、ニュージーランド）、香港(PAL対応テレビ)向けのPAL版（SNSP-001、SNSP-001A）は1992年から1993年にかけて発売された。欧州（主にEU加盟の西欧諸国）を中心に出荷されたことからヨーロッパ版とも呼ばれる。北米版とは違い、本体・カセット・ロゴマークはスーパーファミコン等と同じデザイン・配色である。
- 映像出力はPALまたはSECAM（50Hz）出力であり、カラー方式にSECAM方式を採用するフランス向け（SNSP-001A(FRA)）を除いてカセット入口の蓋には「PAL VERSION」と記されている。スーパーファミコン等と比較すると映像出力の他に英文ロゴ表記、電源周り、RF出力周りも異なる。ヨーロッパ圏やオセアニアでは国によって電源の安全基準やテレビの放送方式が大きく異なることから、ACアダプターの仕様やRF出力の出力チャンネルも出荷地によって異なっており、出荷国によってはRF出力が省略され、AV出力のみとなっている場合もある。
- カセットの形状は日本版と同じではあるが、CICが異なるためスーパーファミコン等や、カセットの物理形状そのものが異なる北米版・ブラジル版SNESとの互換性はない。一方でNESと違い、PAL版が出荷された地域内でさらにエリアプロテクトを施すことは本機では行われなかった[注 15]。

### 韓国版（ヒョンデ・スーパーコンボイ）

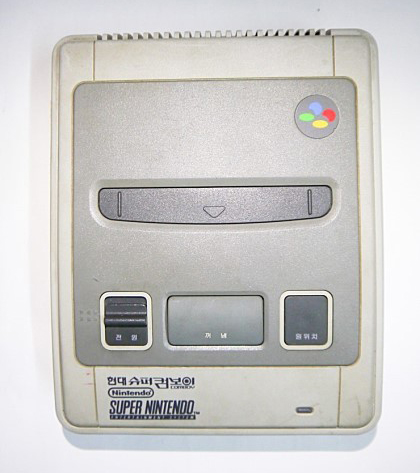
韓国版 Super COMBOY
（HGM-3000/SNSN-001）

- 韓国向けのヒョンデ・スーパーコンボイ（현대 슈퍼 컴보이/Hyundai Super COMBOY）は現代電子産業から1992年に発売された。同時期のセガとサムスン電子との提携とは異なり、韓国でのライセンス生産は行わず、任天堂からOEM供給したものである。現代電子の型番はHGM、任天堂の型番はSNSN。
- 外形デザインは日本版スーパーファミコンやヨーロッパ版SNESとほぼ同じで、“Super Nintendo Entertainment System”ロゴの上に韓国語で“현대 슈퍼 컴보이”（ヒョンデ・スーパーコンボイ）とロゴが記されており、出荷時期によって電源ボタンやリセットボタン、電源ランプ、コントローラのボタンの表示が日本版スーパーファミコンやヨーロッパ版SNESと同様に英語のままのもの、英語の代わりに韓国語がモールドおよび印刷されているもの、モールドされた英語表記の周辺に韓国語が印刷されているものの3種類がある。
- 映像出力はNTSC出力である。電源周り、RF出力周りは日本版と異なり、本体側DCジャックのジャックの形状が異なるので、日本版のACアダプターは使用することができない。RF出力周りはロットによって省略されているものも存在する。簡単に記すと、外装は日本版と同一、端子類は北米版と同一である。
- カセットはスーパーコンボイのロゴと共に、“Super Nintendo Entertainment System KOREAN VERSION”のロゴが記されている。北米版・ヨーロッパ版のSNESと違いCICが日本版のカセットと同一なので、スーパーコンボイで日本版のソフトを使ったり、逆に韓国版のソフトをスーパーファミコンで使うことが可能である。CICが異なるヨーロッパ版SNESや、カセットの物理形状が異なる北米版・ブラジル版SNESとの互換性はない。

### 台湾・香港(NTSC)版（超級任天堂）

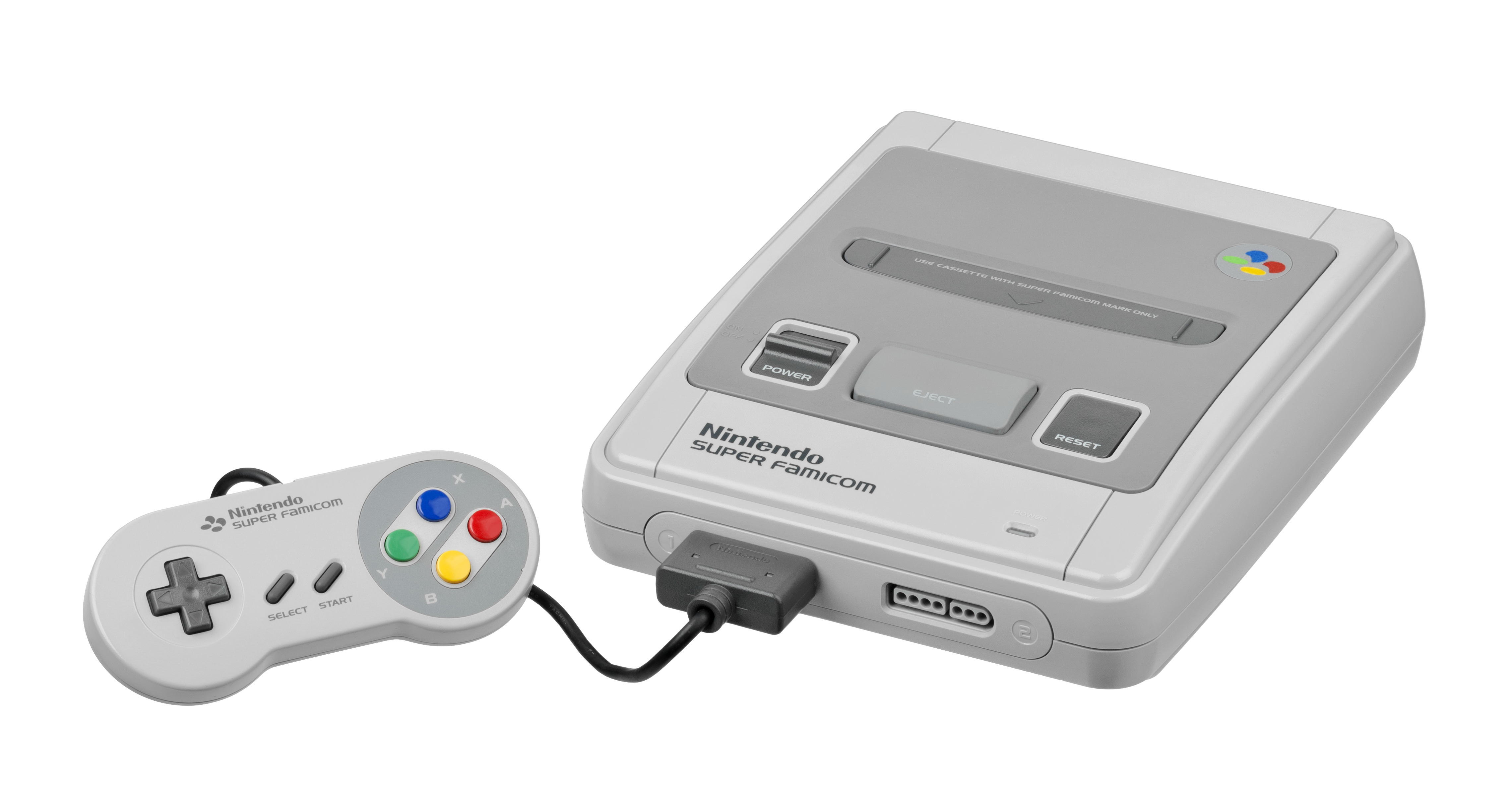
台湾・香港版 超級任天堂
（SHVC-001）

- 中華民国（台湾）・香港(NTSC対応テレビ)向けの超級任天堂は1993年に発売された。台湾では溥天股份有限公司、香港では萬信有限公司から販売された。任天堂の型番は本体がSHVC、ソフトがSNSN。
- 外見や基本仕様は日本向けのスーパーファミコンと同一である。よって日本版スーパーファミコン、韓国版スーパーコンボイのソフトが使用できる。CICが異なるヨーロッパ版SNESや、カセットの物理形状が異なる北米版・ブラジル版SNESとの互換性はない。
- 映像出力はNTSC出力である。ACアダプター及びRFスイッチはファミリーコンピュータ用を流用できる[注 16]が、ACアダプターやRFスイッチそのものは電圧や放送方式の相違から日本版と異なる。
- 一部のソフトでは日本向けのスーパーファミコン用ソフトを中国語に訳した中文版が発売された。また香港向けスーパーファミコンソフトには英語版も存在する。

## 仕様
前世代機のNESとファミリーコンピュータでは仕様が異なる部分が多くあったが、本機においてはスーパーファミコンと基本仕様の統一が図られている。詳細はスーパーファミコン#ハードウェアを参照。
北米版・韓国版の内部仕様はRF出力周り、DCジャック周りを除きスーパーファミコンとほぼ共通する。一方でPAL版は載っているCICチップが異なることもあり、基板の型番もが異なる。
北米廉価版SNS-101を除く日本国外向けのSNESの基板はスーパーファミコンと同じく製造時期によってサウンドモジュール（SHVC-SOUND）がメイン基板から独立している初期型（1992年までの生産分）、サウンドモジュールが本体基板と統合された中期型（1992年から1995年生産分）、オーディオチップが統合されS-APUとなり、ロットによっては映像周りのチップも統合された後期型（1995年から1997年生産分）と分かれるが、初期型は北米版のみであり、PAL版は中期型、後期型のみの展開となる。
後期型の一部と北米廉価版（SNS-101）は1チップ化による映像出力の高画質化が図られている。当該機種の基盤の型番は後期版はSNS-CPU-1chip-0x（PAL版はSNSP-CPU-1chip-0x）、北米廉価版はSNN-CPU-01となっており、本体を分解することで確認できる。

## 周辺機器
任天堂が製造・発売（韓国では現代電子産業が発売）し、外形もしくは仕様が日本版スーパーファミコン用周辺機器と異なる周辺機器のみ記載する。日本版はスーパーファミコン#周辺機器を参照。
| 型番             | 名称                           | 備考 |
| ---------------- | ------------------------------ | --- |
| SNS-001          | 北米版SNES                     | 北米版SNES本体。アメリカ合衆国・カナダでは1991年に、メキシコでは1992年に発売。本体が角張ったデザインとなり、カラーは青紫色である。NTSC（60Hz）出力。エリアプロテクトとして、北米版本体には他地域のSNES・スーパーファミコン用カセットが物理的に挿入できないようになっている。（ただし内部基板はRF出力周りを除いて、日本版スーパーファミコンとほぼ同一なため、ゲタと呼ばれる社外品のアダプターを使用するか、カセット挿入口部分の溝を削れば、他地域版のカセットが挿入できるようになり、このうち日本版スーパーファミコン用・韓国版スーパーコンボイ用カセットは動作する。PAL版カセットはCICチップによるエリアプロテクトにより動作しない。後述のSNS-101も同様。） |
| SNS-101          | 北米廉価版SNES                 | 北米版SNESを小型化・廉価化したもの。1997年に発売。日本版スーパーファミコンジュニア（1998年）とほぼ同じデザインであり、カラーは青紫色である。NTSC（60Hz）出力。底面の28PIN拡張コネクタが廃止されたほか、RF出力、S端子出力、RGB出力が廃止された。RF出力にはNES用のRFスイッチとNINTENDO64用のRFモジュレータを使用する。 |
| SNSM-001         | ブラジル版SNES                 | ブラジル版SNES本体。1993年発売。本体デザイン・カラーは北米版SNESと同じである。PAL-M（60Hz）出力。エリアプロテクトとして、ブラジル版本体には他地域のSNES・スーパーファミコン用カセットが物理的に挿入できないようになっている。 |
| SNSP-001         | PAL版SNES                      | テレビのカラー規格がPAL方式を採用するヨーロッパ・オセアニア・香港で発売されたSNES本体。1992年発売。本体デザイン・カラーは日本版スーパーファミコンと同じである。PAL（50Hz）出力。フランス向けを除き本体蓋にはPAL Verisonのロゴが記載されている。PAL版SNESには北米版/ブラジル版SNESソフトは物理的に挿入できない。日本・台湾・香港版スーパーファミコン（超級任天堂）、韓国版スーパーコンボイ用カセットは挿入できるものの、CICチップによるエリアプロテクトにより動作しない。香港ではNTSC方式のスーパーファミコン（超級任天堂）も発売された。 |
| SNSN-001         | Super Comboy （韓国版SNES）    | 韓国版SNES本体。現代電子産業が1992年に販売した。本体デザイン・カラーは日本版スーパーファミコンと同じである。NTSC（60Hz）出力。Hyundai Super COMBOY（현대 슈퍼 컴보이）のロゴとSuper Nintendo Entertainment System "KOREAN VERSION"のロゴが併記されている。現代電子産業での型番はHGM-3000。スーパーコンボイには北米版/ブラジル版SNESソフトは物理的に挿入できない。PAL版SNESカセットは挿入できるものの、CICチップによるエリアプロテクトにより動作しない。出荷時期により、英語で印刷及びモールドされているもの、韓国語で印刷及びモールドされているもの、ON/OFFスイッチ部分のモールドは英語だが印刷は韓国語のもの、さらにON/OFFスイッチ部分の英語のモールドに韓国語が印刷されているものの4バージョンがある。さらに出荷時期によってRF出力及びDC入力周りが日本版スーパーファミコンと同一仕様のものがある。 |
| SNS-002          | 北米版 ACアダプタ              | 北米版のACアダプタ。AC120V 60Hz入力。本体に付属。日本版のファミリーコンピュータとスーパーファミコンの関係と異なり、NES用のACアダプターは流用できない。 |
| SNSM-002         | ブラジル版 ACアダプタ          | ブラジル版のACアダプタ。AC120V 60HzとAC220V 60Hzの切替え式。本体に付属。ブラジルではNESは正式にリリースされなかった。 |
| NES-002E         | ヨーロッパ版 ACアダプタ        | ヨーロッパ版のACアダプタ。AC220V-230V 50Hz入力。NES用。日本版のファミリーコンピュータとスーパーファミコンの関係と同じく、NESとACアダプターを共用する。出荷国により仕様や安全表記が異なる。 |
| NES-002E(AUS)    | オーストラリア版 ACアダプタ    | オーストラリア版のACアダプタ。AC240V 50Hz入力。NES用。日本版のファミリーコンピュータとスーパーファミコンの関係と同じく、NESとACアダプターを共用する。 |
| SNSN-002         | 韓国版 ACアダプタ              | 韓国版のスーパーコンボイのACアダプタ。AC110V 60HzとAC220V 60Hzの切替え式。本体に付属。出荷時期によりACアダプターの仕様が異なる。後期出荷分は日本版のファミリーコンピュータとスーパーファミコンの関係と異なり、COMBOY(韓国版NES)用のACアダプターは流用できない。 |
| HVC-002(TPE)     | 台湾版 ACアダプタ              | 台湾版の超級任天堂（スーパーファミコン）のACアダプタ。AC110V 60Hz入力。台湾版ファミリーコンピュータ用。日本版と同じく、台湾版ファミリーコンピュータとACアダプターを共用する。 |
| HVC-002(HKG)     | 香港版 ACアダプタ              | 香港版の超級任天堂（スーパーファミコン）・SNESのACアダプタ。AC220V 50Hz入力。香港版ファミリーコンピュータ用。日本版と同じく、香港版ファミリーコンピュータとACアダプターを共用する。 |
| NES-003          | 北米版 RFスイッチ              | 北米版のRFスイッチ。NES用。日本版のファミリーコンピュータとスーパーファミコンの関係と同じく、NESとRFスイッチを共用する。NINTENDO64（RFモジュレーター経由）にも使用可。 |
| SNSP-003         | PAL版 RFスイッチ               | PAL版のRFスイッチ。NINTENDO64（RFモジュレーター経由）にも使用可。 |
| HVC-003(TPE)     | 台湾版 RFスイッチ              | 台湾版の超級任天堂（スーパーファミコン）のRFスイッチ。台湾版ファミリーコンピュータ用。日本版と同じく、台湾版ファミリーコンピュータとRFスイッチを共用する。 |
| HVC-003(HKG)     | 香港版 RFスイッチ              | 香港版の超級任天堂（スーパーファミコン）のRFスイッチ。香港版ファミリーコンピュータ用。日本版と同じく、香港版ファミリーコンピュータとRFスイッチを共用する。 |
| SNS-005          | 北米版/ブラジル版 コントローラ | 北米版・ブラジル版SNES専用コントローラ。カラーリングは本体と同じく青紫基調、ボタンも紫の濃淡である。またX・Yボタンは凹んでいる。SNS-001・SNSM-001本体に2つ付属。初期のモデルはLRボタン表記が2色成型でなされているが、途中からエンボス加工に、またラバードームも強化版に変更された。 |
| SNS-102          | 北米廉価版 コントローラ        | 北米廉価版SNES本体（SNS-101）に1つ付属するコントローラ。カラーリングは本体と同じく青紫基調、ボタンも紫の濃淡である。またX・Yボタンは凹んでいる。SNS-005とは細部が異なり、任天堂ロゴがモールドになっている。日本版スーパーファミコンジュニア用コントローラも同じ品番であるが、カラーリングやボタン形状はスーパーファミコンに準ずる。 |
| SNSP-005         | PAL版 コントローラ             | PAL版SNES専用コントローラ。ロゴ以外のカラーリングは日本版スーパーファミコンと同一である。本体に2つ同梱。初期のモデルはLRボタン表記が2色成型でなされているが、途中からエンボス加工に、またラバードームも強化版に変更された。 |
| SNSN-005         | 韓国版 コントローラ            | 韓国版スーパーコンボイ専用コントローラ。ロゴ以外のカラーリングは日本版スーパーファミコンと同一である。本体に2つ同梱。出荷時期により、START・SELECTボタン部分の印刷が英語のものと韓国語のものの2種類がある。初期のモデルはLRボタン表記が2色成型でなされているが、途中からエンボス加工に、またラバードームも強化版に変更された。 |
| SNS-006          | 北米版/ブラジル版 ROMカセット  | 北米版・ブラジル版SNESのソフト媒体のROMカセット。外形は他地域版のカセットと比べて角張った形状であり、物理的に他地域のSNES・スーパーファミコン本体で動作しないようになっている。表面にはイジェクト防止機構、裏にはエリアプロテクト用の溝が付いている。 |
| SNSP-006         | PAL版 ROMカセット              | PAL版SNESのソフト媒体のROMカセット。外形はスーパーファミコン等のカセットと同じであるが、CICチップによるエリアプロテクトにより日本・台湾・香港版スーパーファミコン（超級任天堂）、韓国版スーパーコンボイでは動作しない。欧州版カセットにはSuper Nintendo Entertainment System "PAL VERSION"のロゴが併記されている。イジェクト防止機構の溝が付いている。 |
| SNSN-006         | 韓国版/台湾・香港版ROMカセット | 韓国版スーパーコンボイ、台湾・香港版の超級任天堂（スーパーファミコン）のソフト媒体のROMカセット。日本版スーパーファミコンのカセット（SHVC-006）も含めて、韓国版スーパーコンボイ、日本・台湾・香港版スーパーファミコン（超級任天堂）の相互間で動作する。CICチップによるエリアプロテクトによりPAL版SNESでは動作しない。韓国版カセットはスーパーコンボイのロゴとSuper Nintendo Entertainment Systemのロゴが併記されている。台湾・香港版カセットは日本版カセットと同じようにスーパーファミコンのロゴが記載されているが、日本を除く地域向けのNES（ファミコン）・SNESソフトと同じように任天堂の真正品であることを示す金色のマークが記載されている。イジェクト防止機構の溝が付いている。 |
| SNSP-008         | ステレオ AVケーブル            | SNESの映像と音声をテレビに出力するケーブル。音声はステレオで出力される。欧州版はRCA端子をSCART端子に変換するアダプター(SNSP-015)が付属する。NINTENDO 64・ニンテンドー ゲームキューブでAV出力するときにもこれが必要。 |
| SNS-013 SNSP-013 | SUPER SCOPE /NINTENDO SCOPE    | 北米版はSUPER SCOPE、PAL版はNINTENDO SCOPEという商品名で発売されたワイヤレス式の光線銃。肩に背負い使用する。電源は単三乾電池6本。 |
| SNS-014 SNSP-014 | レシーバー パック              | SUPER SCOPE/NINTENDO SCOPEの付属品。SUPER SCOPE/NINTENDO SCOPEから発信される赤外線信号を受信する。コントローラコネクタ2に接続して使用する。 |
| SNSP-015         | Euro Connector PLUG            | RCA端子をSCART端子に変換するアダプター。欧州版SNSP-008に同梱する形でヨーロッパ圏でのみ発売。日本のRGB21ピン端子と酷似するが互換性がない。NINTENDO64発売以前の製品の色はグレー、発売以降の製品は黒色となっている。 |
| SNS-016 SNS-016E | Super NES Mouse                | SNES用のボール式マウス。北米版は日本版スーパーファミコンマウスと同じ型番であるが青紫色のカラーリングになっている。PAL版はSNS-016Eという品番で日本版スーパーファミコンマウスと同じくグレー色のカラーリングとなっている。マリオペイントの付属品であるが単品販売もされた。コントローラコネクタに接続して使用。 |
| SNS-017          | マウスパッド                   | Super NES Mouse用のマウスパッド。 |
| SNSP-026         | SCORE MASTER                   | アーケードコントローラー。連射機能を搭載。PAL版が出荷された国でのみ発売。日本・北米・南米・韓国・台湾では本商品を含む任天堂純正のSNES（スーパーファミコン）用アーケードコントローラー・ジョイスティックは発売されなかった。 |
| SNS-027          | 北米版Super GAMEBOY            | 北米版SNESでゲームボーイ/カラー共通のソフトを使用できる。外形はSNES用カセットのように角張った形状で、物理的に他地域のSNES・スーパーファミコン本体で動作しないようになっている。ゲームボーイ側にはエリアプロテクトはない。北米では日本版のスーパーゲームボーイ2（スーパーゲームボーイに通信機能を付けたもの、SHVC-042）に相当する周辺機器は発売されなかった。 |
| SNSP-027         | PAL版Super GAMEBOY             | PAL版SNESでゲームボーイ/カラー共通のソフトを使用できる。外形は日本版スーパーゲームボーイと同じ形状であるが、CICチップによるエリアプロテクトにより日本・台湾・香港版スーパーファミコン（超級任天堂）、韓国版スーパーコンボイでは動作しない。ゲームボーイ側にはエリアプロテクトはない。欧州では日本版のスーパーゲームボーイ2に相当する周辺機器は発売されなかった。 |
| SHVC-027(KOR)    | Super Mini Comboy              | スーパーゲームボーイの韓国版。スーパーコンボイでミニコンボイ（미니 컴보이）（ゲームボーイ/カラー共通）のソフトを使用できる。外形及び内部仕様は日本版スーパーゲームボーイと同じである。CICチップによるエリアプロテクトによりPAL版SNESでは動作しない。ミニコンボイ（ゲームボーイ）側にはエリアプロテクトはない。韓国では日本版のスーパーゲームボーイ2に相当する周辺機器は発売されなかった。 |

## 廉価版

### 北米版（SNS-101）

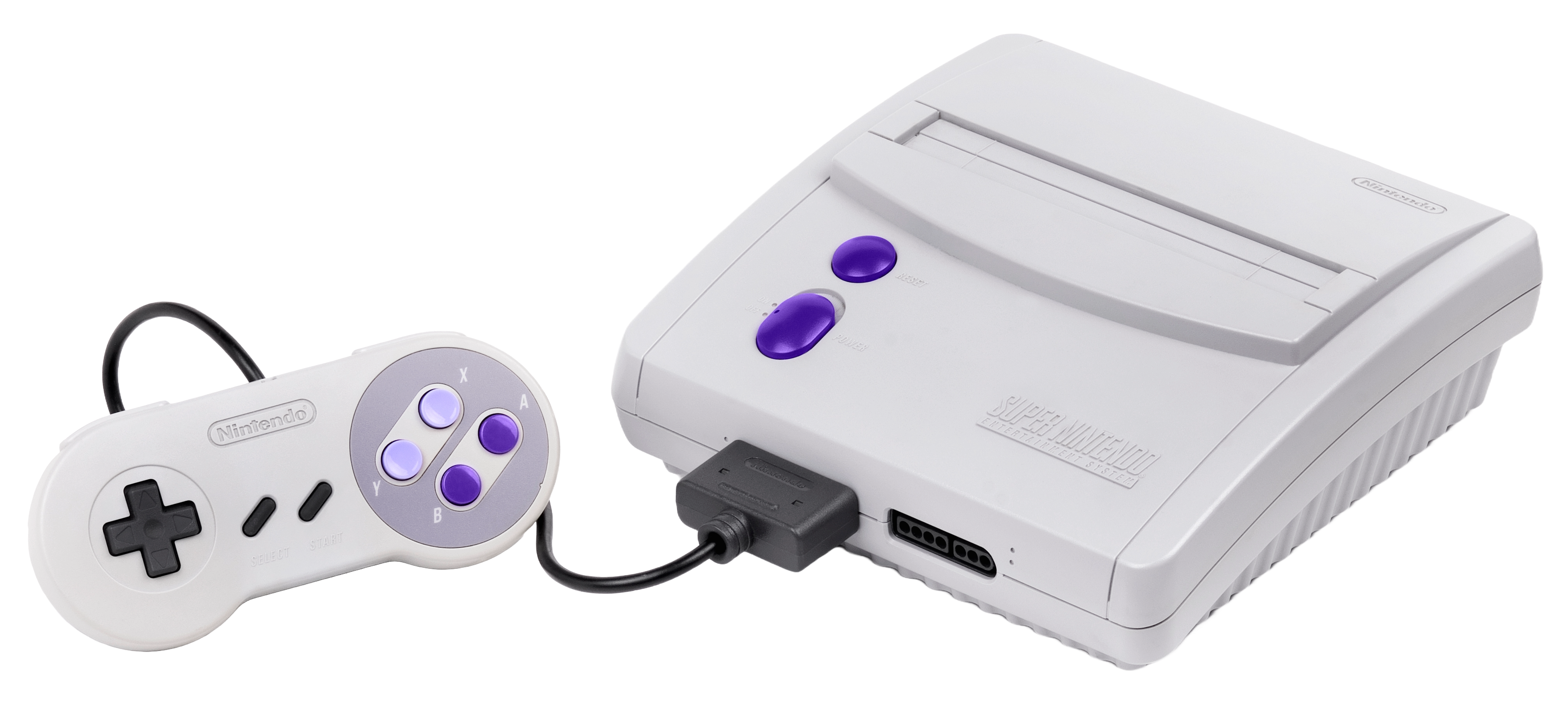
Super Nintendo Entertainment System
北米廉価版（SNS-101）

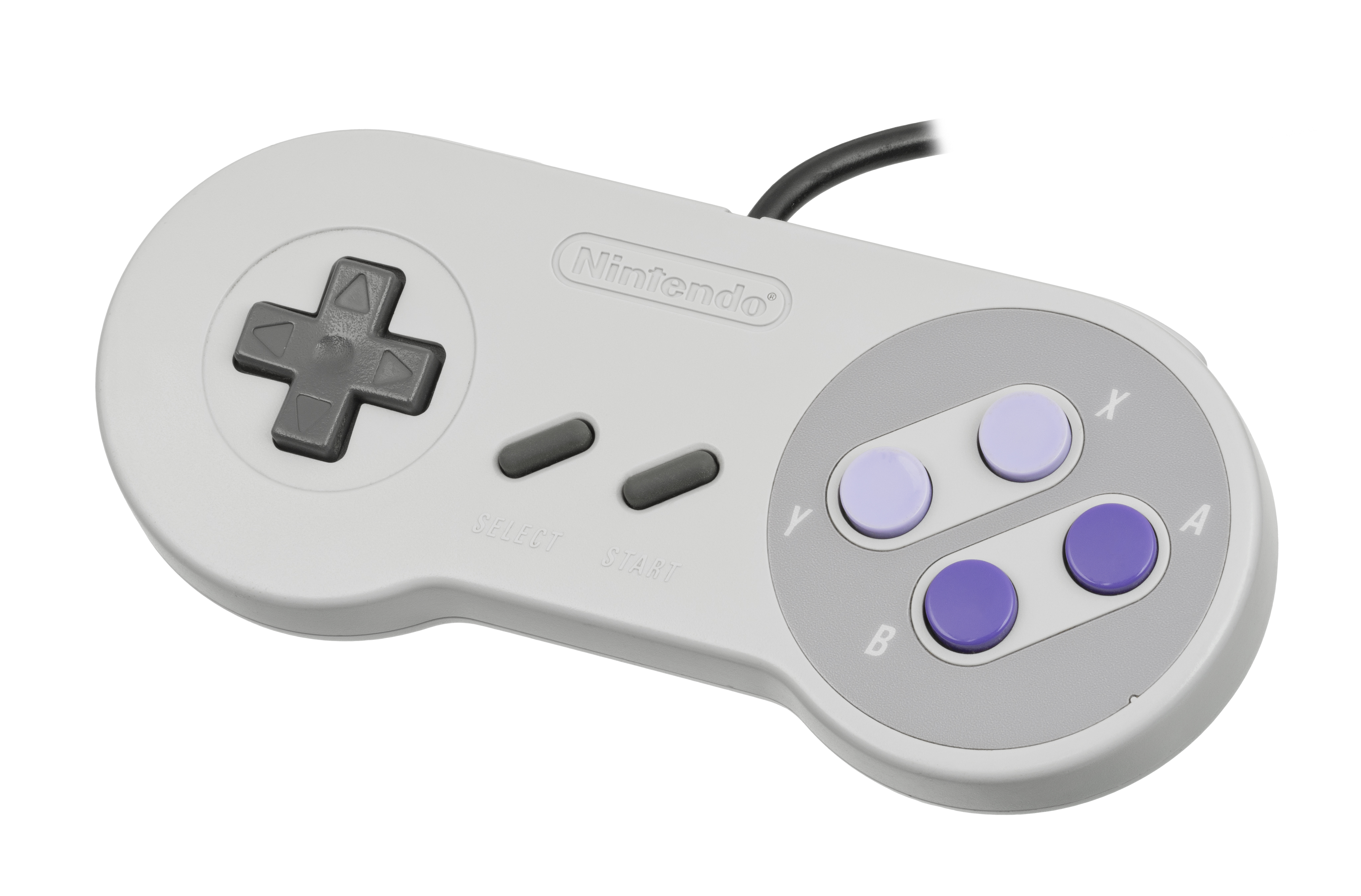
北米廉価版コントローラ

- 日本版のスーパーファミコンジュニア（SHVC-101）と同じく、次世代機のNINTENDO 64発売後に北米にて発売された廉価機である。発売日は1997年10月20日とスーパーファミコンジュニアより半年ほど早く発売された。
- New-Style Super NESとも呼ばれる。
- 単品販売と「Super Mario World 2: Yoshi's Island」（スーパーマリオ ヨッシーアイランド）とのセット販売が存在した。
- スーパーファミコンジュニアと同様にRF出力、RGB出力、S端子ビデオ出力、カセットイジェクト機構、拡張端子（日本以外ではサテラビューは発売されなかったので、使用できる周辺機器はなかった）が省略されている。
- ヨーロッパ、オセアニア、ブラジル、韓国、台湾、香港では日本版のスーパーファミコンジュニアや、北米版のSNS-101に相当する廉価版は発売されなかった。

## Nintendo Super System
Nintendo Super System（ニンテンドースーパーシステム）は、PlayChoice-10に似た業務用のSNESである。任天堂VS.システムのようにゲームセンターなどで設置されていた。
基板はスーパーファミコンのものを応用した物と推定される。ネオジオのように中の基板にカセットを刺すシステムを採用している。コインを入れたら特定の時間以内にしか遊べない。

## 復刻版

Super NES Classic Editionのロゴ

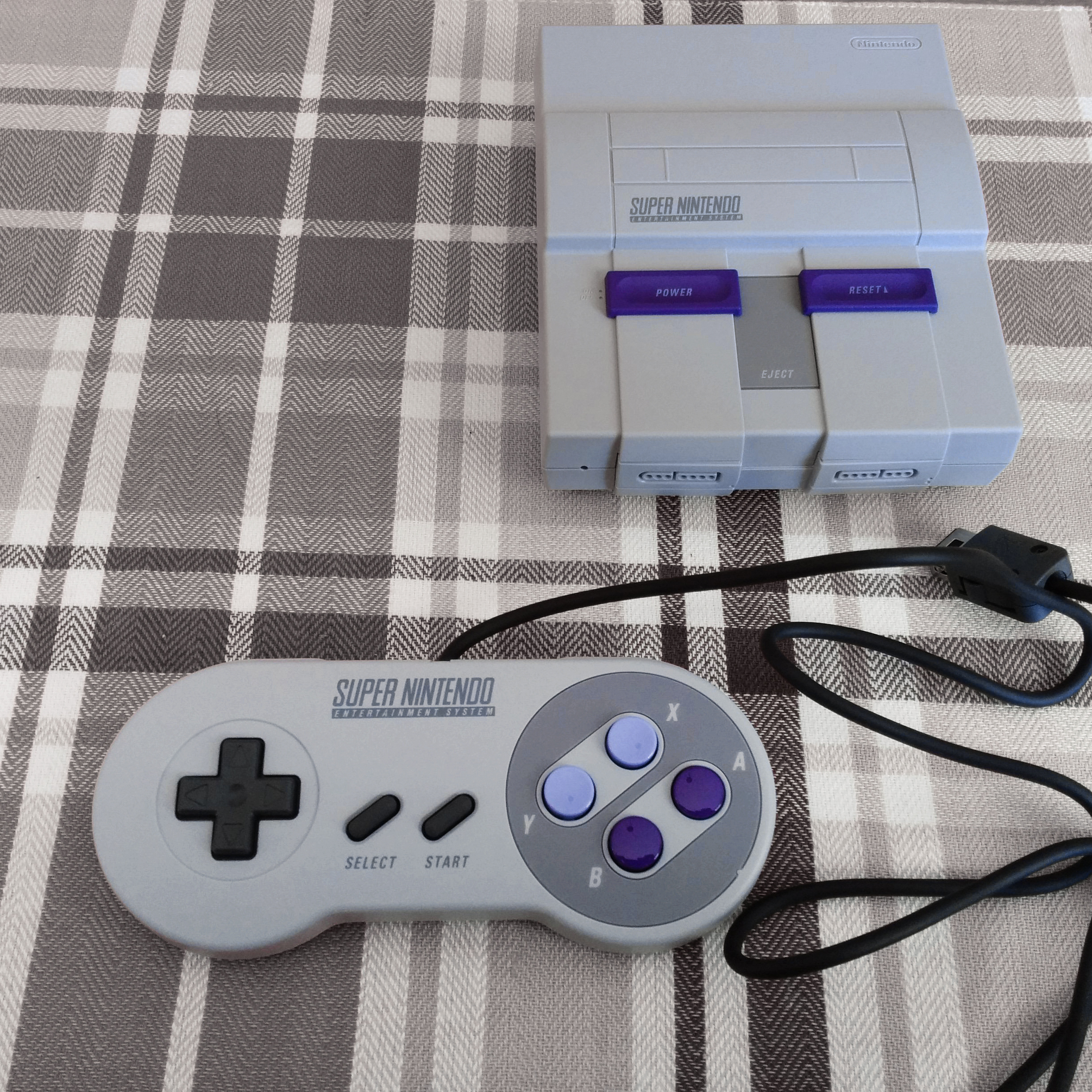
北米版 Super NES Classic Edition

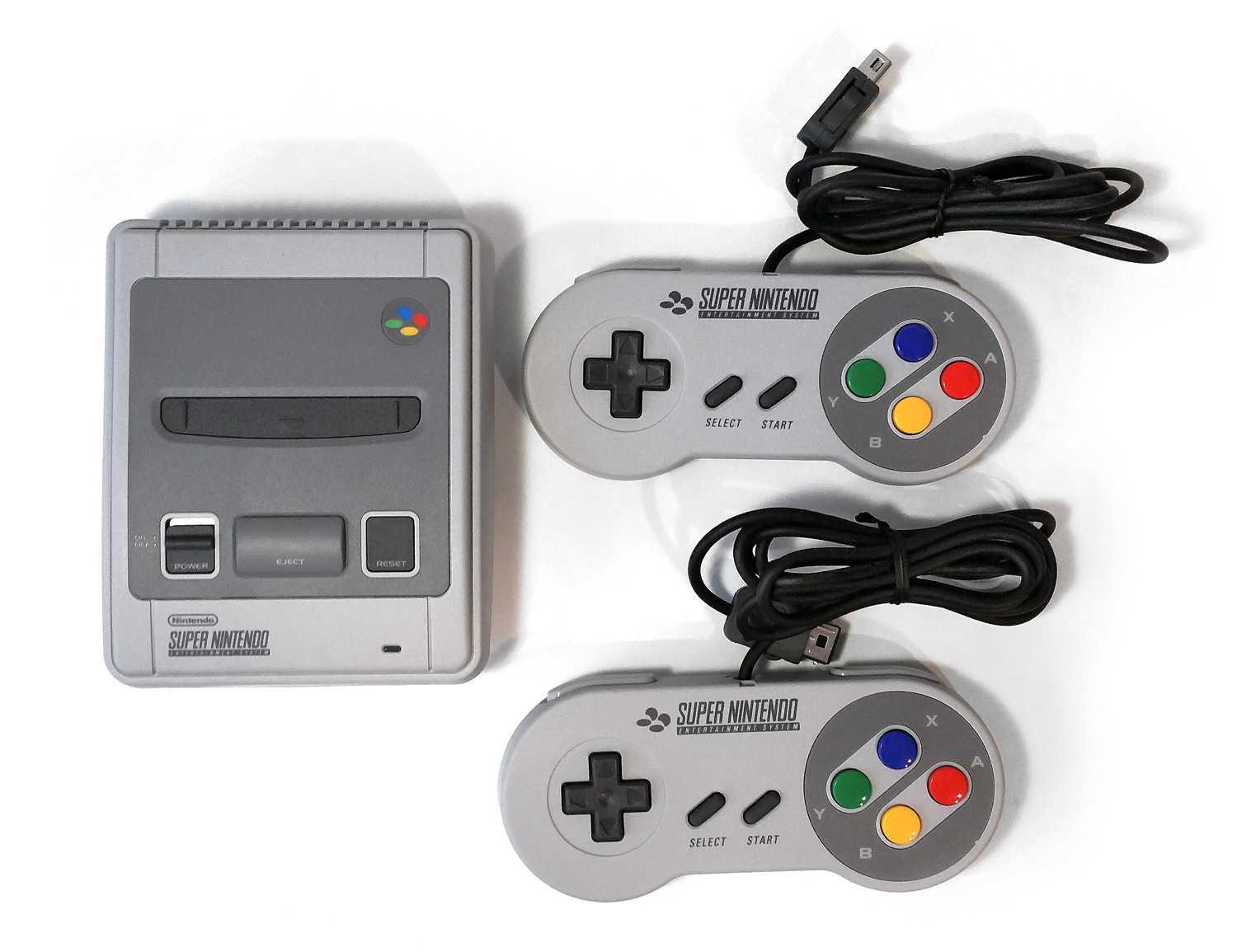
ヨーロッパ・オセアニア版 Nintendo Classic Mini Super Nintendo Entertainment System

北米版は“SNES Classic Edition”、ヨーロッパ・オセアニア版は“Nintendo Classic Mini: Super Nintendo Entertainment System”と呼ばれる、2017年9月29日に発売された、日本におけるニンテンドークラシックミニ スーパーファミコンに相当するゲーム機である。
2016年に発売された“NES”の復刻版“NES Classic Edition”（北米版）、“Nintendo Classic Mini”（ヨーロッパ・オセアニア版）に続く、ニンテンドークラシックシリーズ第二弾にあたる。いずれもSNES（スーパーファミコン）の小型版にあたり、デザイン面ではその地域で発売されたSNES（スーパーファミコン）本体と共通する。
北米版・ヨーロッパ・オセアニア版と日本版では収録タイトルが一部異なる。（タイトルの詳細は当該項目を参照。）
ハードウェアの共通点として映像端子はHDMI出力（720p/60Hz）に対応、電源端子はUSBマイクロB端子を備える。コントローラ端子は北米版、ヨーロッパ・オセアニア版、日本版共に“NES Classic Edition”、“Nintendo Classic Mini”と同様にWiiと共通規格のものを採用しており、Wii用のクラシックコントローラ（PRO含む）を使用することも可能となっている。ソフトウェア面ではゲームを中断したポイントを保存できる「いつでもセーブ」、セーブポイントから時間を巻き戻してやり直せる「リプレイ」機能なども備えられている。一方で既存のSNES（スーパーファミコン／スーパーコンボイ）用ソフトの起動やコントローラの使用や、正規の方法で収録タイトルの追加はできない。